# جو براي
جو براي (بالإنجليزية: Joe Bray)‏ هو لاعب كرة قدم أسترالية أسترالي، ولد في 26 أكتوبر 1886، وتوفي في 22 يوليو 1955.

## وصلات خارجية
- جو براي على موقع AustralianFootball.com (الإنجليزية)
- جو براي على موقع AFLtables.com (الإنجليزية)